# 지미존스 (기업)
지미존스(Jimmy John's)는 미국의 샌드위치 배달을 전문으로 하는 레스토랑 체인이다. 1983년 지미 존 리어터드(Jimmy John Liautaud)가 일리노이주 찰스턴에서 설립한 이래, 미국 대부분 주에 걸쳐 2,500여개 체인점을 운영하는 규모로 성장하였다. 이 중 98% 정도가 직영이 아닌 프랜차이즈이다. 본사는 섐페인에 위치해 있다.